# 山泽族
山泽族（中译文又作“山斋族”）是越南官方劃分的54個民族之一，主要分布在宣光省，1999年人口147,315人，主要使用山泽语，為侗台语系的一种語言，與壯語、泰語有親緣關係。

## 民族分布
山澤族主要分布於越南東北部各省，例如安沛省、宣光省、太原省、北江省，另外也散居於廣寧省、高平省、諒山省。而近代則有部分族人進入西原地區開發，並且組織為幾個聚落。
根據 2015年的調查，山澤族目前人數約有 170,000 人。
根據2009年人口調查的人數，山澤族目前分布狀況：
- 宣光省（61,343 人,佔總人口的36,2%）
- 太原省（32,483 人,佔總人口的19,2%）
- 北江省（25,821 人）
- 廣寧省（13,786人）
- 安沛省（8,461 人）
- 高平省（7,058 人）
- 大叻市（5,220 人）
- 諒山省（4,384 人）
- 富壽省（3,294 人）
- 永福省（1,611 人）